# TU Близнецов
TU Близнецов (лат. TU Geminorum, HD 42272) — двойная звезда в созвездии Близнецов на расстоянии приблизительно 1680 световых лет (около 515 парсек) от Солнца.

## Характеристики
Первый компонент (TYC 1881-1526-1) — красный гигант, углеродная пульсирующая полуправильная переменная звезда типа SRB (SRB) спектрального классаC6,4(N3), или N1, или Na. Видимая звёздная величина звезды — от +12,5m до +9,4m. Радиус — около 256 солнечных, светимость — около 5700 солнечных. Эффективная температура — около 2800 К.
Второй компонент (TYC 1881-1526-2). Видимая звёздная величина звезды — +9,54m. Удалён на 0,4 угловой секунды.